# Film prodotti da Searchlight Pictures

## Anni '90
- Girl 6 - Sesso in linea (Girl 6), regia di Spike Lee (1996)
- Due sulla strada (The Van), regia di Stephen Frears (1996)
- Relazioni intime (Intimate Relations), regia di Philip Goodhew (1996)
- Blood & Wine (Blood and Wine), regia di Bob Rafelson (1996)
- Tempesta di ghiaccio (The Ice Storm), regia di Ang Lee (1997)
- Oscar e Lucinda (Oscar and Lucinda), regia di Gillian Armstrong (1997)
- Two Girls and a Guy, regia di James Toback (1998)
- Gli imbroglioni (The Impostors), regia di Stanley Tucci (1998)
- L'altra faccia di Beverly Hills (Slums of Beverly Hills), regia di Tamara Jenkins (1998)
- La cugina Bette (Cousin Bette), regia di Des McAnuff (1998)
- Boys Don't Cry, regia di Kimberly Peirce (1999)
- Whiteboyz, regia di Marc Levin (1999)
- Una passione spezzata (Dreaming of Joseph Lees), regia di Eric Styles (1999)

## Anni 2000
- Per incanto o per delizia (Woman in Top), regia di Fina Torres (2000)
- Quills - La penna dello scandalo (Quills), regia di Philip Kaufman (2000)
- Bootmen, regia di Dein Perry (2000)
- Super Troopers, regia di Jay Chandrasekhar (2001)
- Waking Life, regia di Richard Linklater (2001)
- Venga il tuo regno (Kingdom Come), regia di Doug McHenry (2001)
- Kissing Jessica Stein, regia di Charles Herman-Wurmfeld (2001)
- Danza di sangue - Dancer Upstairs (Dancer Upstairs), regia di John Malkovich (2002)
- The Good Girl , regia di Miguel Arteta (2002)
- One Hour Photo, regia di Mark Romanek (2002)
- Due amiche esplosive (The Banger Singer), regia di Bob Dolman (2002)
- Antwone Fisher , regia di Denzel Washington (2002)
- Brown Sugar, regia di Rick Famuyiwa (2002)
- Thirteen - 13 anni (Thirteen), regia di Catherine Hardwicke (2003)
- In ostaggio (The Clearing), regia di Pieter Jan Brugge (2004)
- Napoleon Dynamite , regia di Jared Hess (2004)
- Vacanze di sangue (Club Dread), regia di Jay Chandrasekhar (2004)
- Arrivano i Johnson (Johnson Family Vacation), regia di Christopher Erskin (2004)
- Kinsey, regia di Bill Condon (2004)
- I Heart Huckabees - Le strane coincidenze della vita (I Heart Huckabees), regia di David O. Russell (2004)
- Sideways - In viaggio con Jack (Sideways), regia di Alexander Payne (2004)
- Melinda e Melinda (Melinda and Melinda), regia di Woody Allen (2004)
- Parole d'amore (Bee Season), regia di Scott McGehee e David Siegel (2005)
- Roll Bounce, regia di Malcolm D. Lee (2005)
- Little Miss Sunshine, regia di Jonathan Dayton e Valerie Faris (2006)
- L'ultimo re di Scozia (The Last King of Scotland), regia di Kevin Macdonald (2006)
- Il destino nel nome - The Namesake (The Namesake), regia di Mira Nair (2006)
- Diario di uno scandalo (Notes on a Scandal), regia di Richard Eyre (2006)
- La famiglia Savage (The Savages), regia di Tamara Jenkins (2007)
- Manuale d'infedeltà per uomini sposati (I Think I Love My Wife), regia di Chris Rock (2007)
- Young @ Heart - Il rock non muore mai (Young @ Heart), regia di Stephen Walker (2007)
- Il treno per il Darjeeling (The Darjeeling Limited), regia di Wes Anderson (2007)
- Juno, regia di Jason Reitman (2007)
- Hotel Chevalier, regia di Wes Anderson - cortometraggio (2007)
- News Movie (The Onion Movie), regia di James Kleiner (2008)
- Soffocare (Choke), regia di Clark Gregg (2008)
- La notte non aspetta (Street Kings), regia di David Ayer (2008)
- La vita segreta delle api (The Secret Life of Bees), regia di Gina Prince-Bythewood (2008)
- Notorious B.I.G. (Notorious), regia di George Tillman Jr. (2009)
- (500) giorni insieme ((500) Days of Summer), regia di Marc Webb (2009)
- Amelia, regia di Mira Nair (2009)
- Crazy Heart, regia di Scott Cooper (2009)

## Anni 2010
- Il mio nome è Khan (My Name is Khan), regia di Karan Johar (2010)
- Matrimonio in famiglia (Our Family Wedding), regia di Rick Famuyiwa (2010)
- Rimbalzi d'amore (Just Wright), regia di Sanaa Hamri (2010)
- Il cigno nero (Black Swan), regia di Darren Aronofsky (2010)
- Non lasciarmi (Never Let Me Go), regia di Mark Romanek (2010)
- 127 ore (127 Hours), regia di Danny Boyle (2010)
- Mosse vincenti (Win Win), regia di Tom McCarthy (2011)
- La fuga di Martha (Martha Marcy May Marlene), regia di Sean Durkin (2011)
- Paradiso amaro (The Descendants), regia di Alexander Payne (2011)
- Margaret, regia di Kenneth Lonergan (2011)
- The Sessions - Gli incontri (The Sessions), regia di Ben Lewin (2012)
- Ruby Sparks, regia di Jonathan Dayton e Valerie Faris (2012)
- Hitchcock, regia di Sacha Gervasi (2013)
- Stoker, regia di Park Chan-wook (2013)
- Le idee esplosive di Nathan Flomm (Clear History), regia di Greg Mottola (2013)
- Non dico altro (Enough Said), regia di Nicole Holofcener (2013)
- Chi è senza colpa (The Drop), regia di Michaël R. Roskam (2014)
- Wild, regia di Jean-Marc Vallée (2014)
- Via dalla pazza folla (Far from the Madding Crowd), regia di Thomas Vinterberg (2015)
- Jackie , regia di Pablo Larraín (2016)
- Wilson, regia di Craig Johnson (2017)
- Gifted - Il dono del talento (Gifted), regia di Marc Webb (2017)
- La battaglia dei sessi (Battle of the Sexes), regia di Jonathan Dayton e Valerie Faris (2017)
- Vi presento Christopher Robin (Goodbye Christopher Robin), regia di Simon Curtis (2017)
- Tre manifesti a Ebbing, Missouri (Three Billboards Outside Ebbing, Missouri), regia di Martin McDonagh (2017)
- La forma dell'acqua - The Shape of Water (The Shape of Water), regia di Guillermo del Toro (2017)
- L'isola dei cani (Isle of Dogs), regia di Wes Anderson (2017)
- Old Man & the Gun (The Old Man & the Gun), regia di David Lowery (2018)
- Copia originale (Can You Ever Forgive Me?), regia di Marielle Heller (2018)
- La favorita (The Favourite), regia di Yorgos Lanthimos (2018)
- La conseguenza (The Aftermath), regia di James Kent (2019)
- Tolkien, regia di Dome Karukoski (2019)
- Finché morte non ci separi (Ready or Not), regia di Matt Bettinelli-Olpin e Tyler Gillett (2019)
- Lucy in the Sky, regia di Noah Hawley (2019)
- Jojo Rabbit, regia di Taika Waititi (2019)
- La vita nascosta - Hidden Life (A Hidden Life), regia di Terrence Malick (2019)

## Anni 2020
- Downhill, regia di Nat Faxon e Jim Rash (2020)
- Wendy, regia di Benh Zeitlin (2020)
- Nomadland, regia di Chloé Zhao (2021)
- La casa oscura, regia di David Bruckner (2021)
- Gli occhi di Tammy Faye (The eyes of Tammy Faye), regia di Michael Showalter (2021)
- La fiera delle illusioni - Nightmare Alley (Nightmare Alley), regia di Guillermo del Toro (2021)
- The French Dispatch of the Liberty, Kansas Evening Sun, regia di Wes Anderson (2021)
- Antlers - Spirito insaziabile (Antlers), regia di Scott Cooper (2021)
- Fresh, regia di Mimi Cave (2022)
- Not Okay, regia di Quinn Shephard (2022)
- Gli spiriti dell'isola (The Banshees of Inisherin), regia di Martin McDonagh  (2022)
- The Menu, regia di Mark Mylod (2022)
- Empire of Light, regia di Sam Mandes (2022)